# Włodzimierz Markowski
Włodzimierz Markowski (SPL 007 po II wojnie światowej SP5MW, ps. „Rybka”, „Dyzio” (ur. 22 grudnia 1922 w Grodzisku Mazowieckim, zm. 28 maja 2009 tamże) — polski krótkofalowiec, żołnierz ZWZ i AK, powstaniec warszawski, konstruktor pierwszej radiostacji powstańczej „Burza”, uczestnik i triumfator wielu wyścigów motocyklowych i rajdów samochodowych.

## Życiorys
Urodził się 22 grudnia 1922 w Grodzisku Mazowieckim jako syn Dionizego członka Polskiej Organizacji Wojskowej, który walczył w obronie Lwowa jako jeden z Orląt Lwowskich. Dionizy Markowski był dyrektorem części odbiorczej radiostacji transatlantyckiej i mieszkał w Grodzisku Mazowieckim.
Włodzimierz Markowski w 1935 otrzymał znak nasłuchowy SPL007 i brał udział w zawodach nasłuchowych, wiele z nich wygrywając. Był członkiem Polskiego Klubu Radio Nadawców ze znakiem SP3WM.

### II wojna światowa
Należał do Związku Walki Zbrojnej a następnie do Armii Krajowej, działał pod pseudonimem „Rybka” i służył w batalionie „Kiliński”. Zajmował się produkcją radiostacji konspiracyjnych i odbiorników radiowych na potrzeby walki z okupantem. W pierwszych dniach sierpnia 1944 trafiła w jego ręce uszkodzona radiostacja „Błyskawica”. Na jej podstawie w ciągu jednego dnia zbudował nadajnik foniczny działający w paśmie 52,1 m. Radiostacja „Burza” skonstruowana przez W. Markowskiego była pierwszą radiostacją foniczną w Powstaniu Warszawskim. Markowski był technikiem odpowiedzialnym za jej działanie, redaktorem nadawanych informacji oraz spikerem. Pod koniec sierpnia lokalizacja nadajnika została namierzona i w wyniku bombardowania radiostacja została zniszczona

### Sport motocyklowy
Po zakończeniu wojny przez ponad czterdzieści lat prowadził warsztat radiotechniczny w którym naprawiał radia, telewizory oraz sprzęty elektryczne domowego użytku. W pierwszych dniach wolności kupił uszkodzony motocykl BMW 200, który naprawił i zaczął nim jeździć. W 1947 zdobył tytuł Mistrza Polski oraz uczestniczył w rajdzie motocyklowym sześciodniowym w Czechosłowacji. W rajdach motocyklowych był zdobywcą Złotego Kasku. Jeździł na motocyklach marki Jawa, Triumph, Norton i Parilla. Wśród kolegów i kibiców był znany jako „Dyzio”.
W wyniku wypadku na nartach i uszkodzenia kręgosłupa był zmuszony do rezygnacji ze sportu motocyklowego.

### Rajdy samochodowe
Uszkodzenie kręgosłupa nie przeszkadzało w rajdach samochodowych. Startował w rajdach na terenie Polski — zwycięstwo w Rajdzie Barbórki oraz Rajdzie Dolnośląskim w 1968 oraz zagranicznych — rajd Monte Carlo w 1968. W 1971 wygrał Rajd Mazurski, a 1972 zajął czwarte miejsce w Rajdzie Warszawskim będący jedną z rund Rajdowych Mistrzostw Polski.
W latach 70 skonstruował na własny użytek antyradar.
W 2004 zaangażował się w budowę repliki radiostacji „Burza”. W 2007 został odznaczony Krzyżem Oficerskim Orderu Odrodzenia Polski. Pod koniec życia zamieszkał w Grodzisku Mazowieckim, gdzie zmarł 28 maja 2009 i został pochowany w rodzinnym mieście.

## Upamiętnienie
Decyzją Nr 154/MON Ministra Obrony Narodowej z dnia 25 października 2021, Szkoła Podoficerska SONDA w Zegrzu i Toruniu otrzymała imię Włodzimierza Markowskiego ps. „Rybka”.